# Sture Fröberg
Ej att förväxla med skådespelaren Sture Fröberg (1946–1986).
Nils Sture Fröberg, född 13 maj 1924 i Engelbrekts församling i Stockholm, död 22 januari 1990 i Tyresö församling, var en svensk skådespelare.
Fröberg är gravsatt i Bollmora minneslund.

## Filmografi
- 1947 – Krigsmans erinran
- 1954 – Taxi 13